# Marina Andrievskaya
Marina Andrievskaya –en ruso, Марина Андриевская– (Moscú, URSS, 20 de noviembre de 1974) es una deportista sueca que compitió en bádminton. Ganó una medalla de plata en el Campeonato Europeo de Bádminton de 2000, en la prueba individual.

## Palmarés internacional
| Campeonato Europeo | Campeonato Europeo    | Campeonato Europeo | Campeonato Europeo |
| Año                | Lugar                 | Medalla            | Prueba             |
| ------------------ | --------------------- | ------------------ | ------------------ |
| 2000               | Glasgow (Reino Unido) | Medalla de plata   | Individual         |